# Real Hermandad de Jesús Divino Obrero (León)
La Real Hermandad de Jesús Divino Obrero es una cofradía católica de la ciudad de León, España. Fue fundada en 1955 y tiene su sede en la iglesia de Jesús Divino Obrero en el barrio de El Ejido.

## Historia
La hermandad fue fundada el 2 de abril de 1955 a iniciativa del primer abad-presidente, Restituto Ruano. Hasta 1965, su sede canónica fue la iglesia de San Juan y San Pedro de Renueva, y ese año se cambió a la nueva iglesia de Jesús Divino Obrero. Fue la primera de la Semana Santa leonesa en contar con banda propia de cornetas y tambores, fundada en 1959, a la que se incorporaron las gaitas en 1985. Fue también la primera en igualar en condiciones a hombres y mujeres y así, desde 1987, las mujeres pudieron procesionar con los mismos derechos.
Celebra su fiesta el 1 de mayo, festividad de San José Obrero. El 31 de marzo de 2006, con motivo de su 50 aniversario, la Casa Real le concedió el título de Real.

## Emblema
El emblema es una medalla en cuyo anverso aparece la imagen de Jesús Divino Obrero y en el reverso la inscripción «JHS. León 1995».

## Indumentaria

Indumentaria

El hábito se compone de una túnica de color blanco-hueso, capirote, bocamangas y botonadura de terciopelo morado, capa de raso morado con vistas del color de la túnica, guantes blancos y medalla. Se completa con pantalón oscuro, camisa blanca, corbata negra, y zapatos y calcetines negros. El capirote se sustituye por un capillo de raso morado en el caso de los miembros de la banda de música y los menores de ocho años de edad.

## Actos y procesiones
- Sábado de Pasión: Procesión de Hermandad (años impares en León y años pares en La Bañeza).
- Jueves Santo y Viernes Santo: Saca de la Hermandad.
- Sábado Santo: Procesión de la Soledad.
- Domingo de Resurrección: Procesión de El Encuentro.

## Pasos

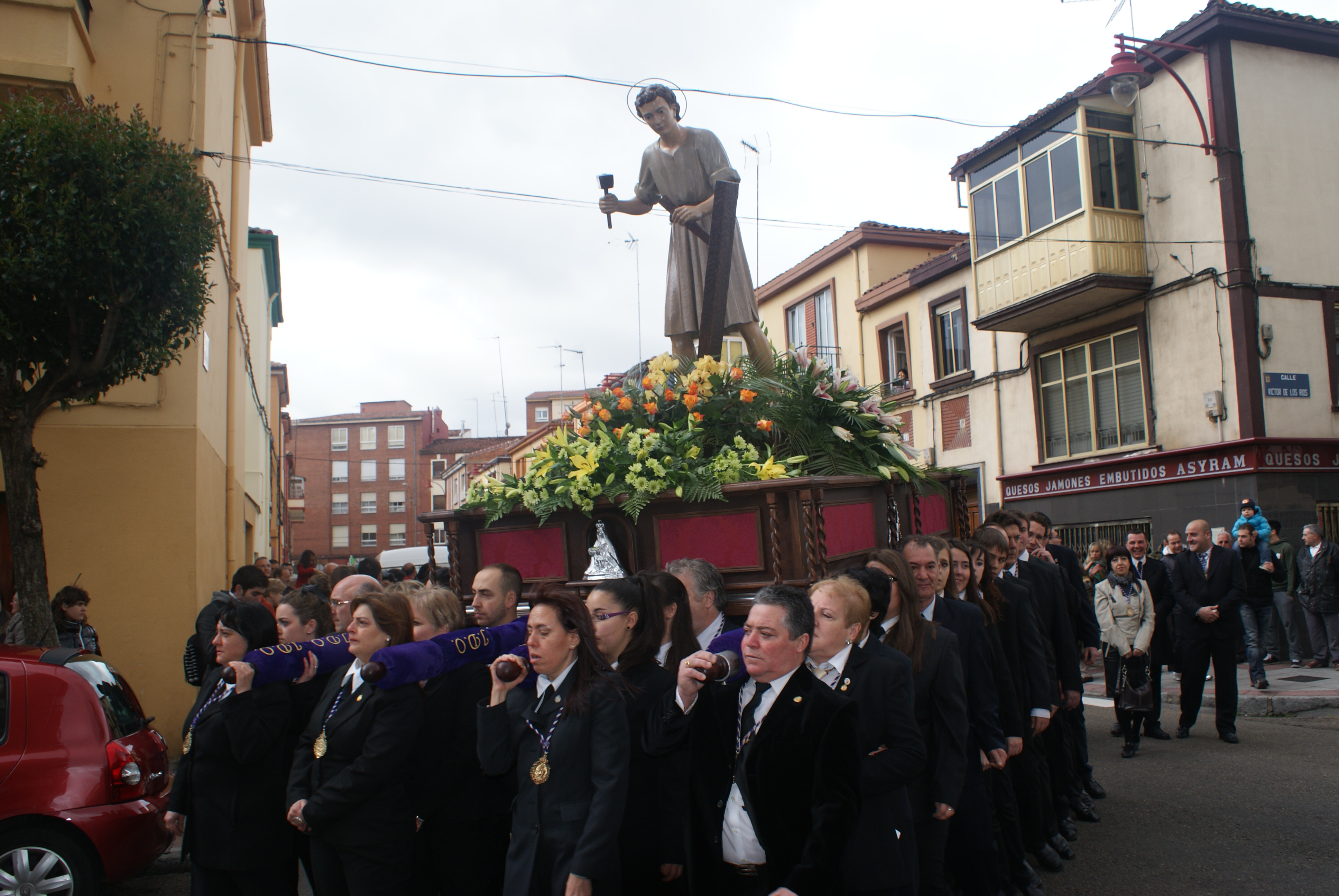
Jesús Divino Obrero "Jesusín", imagen titular de la cofradía

- Santísimo Cristo de la Paz y la Misericordia en su Traslado al Sepulcro: obra realizada por Ángel Martín García en 2004, es pujada por 80 braceros.
- Santísima Cruz de la Esperanza: la talla es obra de José Luis Casanova García, realizada en 2002, mientras que el trono fue realizado por Juan Carlos Campo Salas en 2009. Es pujado por 70 braceros.
- San Juan Evangelista: obra de Jesús Iglesias realizada en 1994, el trono fue realizado por Orovio de la Torre en 2010. Es pujado por 74 braceros.
- Las Tres Marías: Virgen de la Soledad, realizada en 1958, y María Salomé y María Magdalena, realizadas en 1960, son obra de Víctor de los Ríos, mientras que el trono fue realizado por Orovio de la Torre en 2007. Es pujado por 90 braceros.
- La Resurrección: obra de Víctor de los Ríos realizada en 1959, es pujada por 20 braceros.